# 源近善
源 近善（みなもと の ちかよし）は、平安時代前期の皇族・公卿。始め近善王を称した。名は近喜とも記される。光孝天皇の第六皇子。官位は従三位・治部卿。 

## 経歴
清和朝の貞観12年（870年）同じ時康親王の子息である兄の元長王・兼善王らと共に合わせて14名が源朝臣姓を与えられて臣籍降下した。近善は仁明天皇の孫であったが、二世王としての蔭位は受けられず六位から立身し、陽成朝初頭の元慶元年（877年）従五位下に叙爵する。のち信濃権守を務めた。
元慶8年（884年）2月に父・時康親王が即位（光孝天皇）したことに伴い、同年5月に天皇の子女である源是忠・源貞恒・源忠子と共に昇叙を受け、近善は五階昇進して従四位上に叙せられる。また同年6月には天皇の多数の子女が源朝臣姓を与えられて左京一条に貫附された際、近善がその戸頭と定められた。仁和3年（887年）越前権守に任ぜられる。
醍醐朝では治部卿を務め、延喜11年（911年）には従三位に至り公卿に列している。
延喜18年（918年）7月14日薨去。最終官位は従三位治部卿。

## 官歴
注記のないものは『日本三代実録』による。
- 貞観12年（870年） 2月14日：臣籍降下（源朝臣）
- 時期不詳：正六位上
- 元慶元年（877年） 11月21日：従五位下
- 時期不詳：信濃権守
- 元慶8年（884年） 5月29日：従四位上（越階、光孝天皇皇子）
- 仁和3年（887年） 5月13日：越前権守
- 延喜11年（911年） 正月7日：従三位[2]
- 時期不詳：治部卿
- 延喜18年（918年） 7月14日：薨去（従三位治部卿）[3]

## 系譜
『尊卑分脈』による。
- 父：光孝天皇
- 母：不詳
- 生母不明の子女
  - 男子：源師尚
  - 男子：源宗海